# Chanco, Chile
Chanco este un târg și comună din provincia Cauquenes, regiunea Maule, Chile, cu o populație de 9.003 locuitori (2012) și o suprafață de 529,5 km2.